# Ahmed Elmohamady
Ahmed Eissa Elmohamady Abdel Fattah (født 9. september 1987 i Basyoun, Egypten), er en egyptisk fodboldspiller (højre midtbane/back). Han spiller for Aston Villa i England.

## Klubkarriere
Efter at have startet sin karriere i hjemlandet kom Elmohamady i 2010 til England, først på lejebasis og senere på en permanent kontrakt hos Sunderland. Efter to år med begrænset succes skiftede han i 2013 til Hull City, som han også havde været udlejet til den foregående sæson. Her spillede han de følgende fire år 150 ligakampe, inden han i sommeren 2017 blev solgt til Aston Villa, der netop var rykket ud af den engelske Premier League.

## Landshold
Elmohamady har (pr. juni 2018) spillet 79 kampe for det egyptiske landshold, som han debuterede for 22. august 2007 i en venskabskamp mod Elfenbenskysten. Han har med landsholdet to gange været med til at vinde Africa Cup of Nations, og var også med i truppen til VM 2018 i Rusland.